# 全村的希望
《全村的希望》（英語：HERO OF THE VILLAGE），是臺灣電波娛樂製作、東森電視監製與首播的體能實境綜藝節目，由徐乃麟、張文綺、林莎共同主持。東森綜合台於2025年5月25日首播，其後於每週日晚間20:00播出最新集數，週六晚間於YouTube官方頻道提供每集完整版，第一季播至8月17日。本節目獲得文化部影視及流行音樂產業局補助與文化內容策進院投資。

## 簡介
節目第1至3集分為藝人隊以及兩隊由當地各行各業或學生組成的隊伍，第4至11集將藝人分配至兩隊當地隊伍中，第12集開始為藝人一隊及當地隊伍一隊。每集共有5道過關項目贏得獎金，累積獎金最多的隊伍獲勝，與主持人徐乃麟玩「大話骰」遊戲，三戰兩勝獎金加倍，輸則減半。
另有YouTube節目《全村搜查隊》，找尋各地強者加入隊伍中。

## 首播

### 第一季
| 頻道        | 所在地 | 播映日期      | 播出時間           |
| ----------- | ------ | ------------- | ------------------ |
| 東森綜合台  | 臺灣   | 2025年5月25日 | 每週日 20:00—22:00 |
| 中視綜合台  | 臺灣   | 2025年5月25日 | 每週日 22:00—00:00 |
| 中華電信MOD | 臺灣   | 2025年5月25日 | 每週日 22:00—00:00 |
| MyVideo     | 臺灣   | 2025年5月25日 | 每週日 22:00—00:00 |
| 緯來綜合台  | 臺灣   | 2025年5月30日 | 每週五 22:00—00:00 |
| 東森超視    | 臺灣   | 2025年6月1日  | 每週日 15:00—17:00 |
| 東森戲劇台  | 臺灣   | 2025年6月29日 | 每週日 11:00—13:00 |

## 集數

### 第一季
| 集數 | 播映日期      | 主持人                 | 地點 | 勝隊大話骰 | 首長蒞臨 |
| ---- | ------------- | ---------------------- | ---- | ---------- | -------- |
| 1    | 2025年5月25日 | 徐乃麟、張文綺、林莎   | 臺北 | 輸         |          |
| 2    | 2025年6月1日  | 徐乃麟、張文綺、林莎   | 臺東 | 贏         | 王志輝   |
| 3    | 2025年6月8日  | 徐乃麟、張文綺、徐凱希 | 花蓮 | 贏         | 徐榛蔚   |
| 4    | 2025年6月15日 | 徐乃麟、張文綺、林莎   | 桃園 | 輸         |          |
| 5    | 2025年6月22日 | 徐乃麟、張文綺、林莎   | 苗栗 | 贏         |          |
| 6    | 2025年6月29日 | 徐乃麟、張文綺、林莎   | 嘉義 | 贏         |          |
| 7    | 2025年7月6日  | 徐乃麟、林莎、徐凱希   | 臺北 | 輸         |          |
| 8    | 2025年7月13日 | 徐乃麟、張文綺、林莎   | 基隆 | 贏         |          |
| 9    | 2025年7月20日 | 徐乃麟、張文綺、林莎   | 臺南 | 贏         | 黃偉哲   |
| 10   | 2025年7月27日 | 徐乃麟、張文綺、林莎   | 嘉義 | 輸         |          |
| 11   | 2025年8月3日  | 徐乃麟、張文綺、林莎   | 宜蘭 | 輸         |          |
| 12   | 2025年8月10日 | 徐乃麟、張文綺、林莎   | 桃園 | 贏         |          |
| 13   | 2025年8月17日 | 徐乃麟、張文綺、林莎   | 臺北 | 輸         |          |

## 過關項目
| 名稱           | 規則 | 集數                         |
| -------------- | --- | ---------------------------- |
| 孤島生存戰     | 每隊派出6人接力比賽，跳上小島把敵隊推下水，如果男女同在島上，男生不可以出擊女生，三戰兩勝，留在島上人數越多的隊伍獲勝。                                                                 | 1、7、13                     |
| 大力水手       | 每隊派出3人，2人負責舀水，1人頭頂水盆接水，倒入前方水杯，敵隊派出2人拉繩干擾舀水員的手，三戰兩勝，計時最快滿杯的隊伍獲勝。                                                              | 1、4、9、11                  |
| 叢林泰山       | 每隊派出4人，無失誤通過5項關卡，過關人數最多的隊伍獲勝。 | 1                            |
| 叢林泰山       | 每隊派出3人，敵隊派出攻擊手發球干擾，成功通過3項關卡最多的隊伍獲勝。 | 4                            |
| 巨輪之坡       | 每隊派出1男1女進行接力，第一棒女生將80千克輪胎先抬後推通過2關至終點後，男生即可推120公斤輪胎出發，第4集開始為三戰兩勝，最快到達終點的隊伍獲勝。                                         | 1、2、3、4、5、7、11、12、13 |
| 誰是臭臉王     | 每隊派出6人，輪流挑戰绕口令台詞，須全程保持臭臉，笑出來會被砸派處罰，被砸人數最少的隊伍獲勝。                                                                                           | 1                            |
| 多頭馬車       | 原名「進擊的拔河」，每隊派出2人綁繩，進行多向拔河，共3回合，最快完成指定任務的隊伍獲勝。                                                                                                | 2                            |
| 多頭馬車       | 每隊派出2人綁繩，進行多向拔河吃西瓜，三戰兩勝，最快完成的隊伍獲勝。 | 8、12                        |
| 猛龍過溪       | 每隊派出4人臂力大挑戰，不落地完成3段關卡，過關人數最多的隊伍獲勝，第8集開始可以拿掉上面的紅包來加碼獎金或指定任務。本項目有商品冠名，因此隊員出發前，大家會喊「猛龍過溪，健康好東西」。 | 2、3、5、8、9、10、11、13    |
| 猛龍過溪       | 女生版，每隊派出2人臂力大挑戰，不落地完成2段關卡，過關人數最多的隊伍獲勝。 男生版，每隊派出2人臂力大挑戰，不落地完成3段關卡，過關人數最多的隊伍獲勝。                                   | 6                            |
| 翻滾吧！全村   | 現場共有60個箱子，每隊搶翻自己隊色的箱面朝上，共5回合，隊色朝上最多的隊伍獲勝。 | 2、7、13                     |
| 飛天金頭腦     | 全隊拉繩抬升1隊員，在高空回答地面的各類型題目，各5回合，答對越多的隊伍獲勝。 | 3                            |
| 倉鼠過河       | 每隊派出3人，戴仓鼠頭套接力完成3項水上關卡，三隊兩兩比賽，速度最快的隊伍獲勝。 | 3                            |
| 電流美妝王     | 每隊派出1人當模特兒，另外3人手戴低周波儀器，各2回合，在電流的干擾下，比對照片的妝容，完妝程度最高的隊伍獲勝。                                                                           | 4                            |
| 電電餵你吃     | 每隊派出2人，1人餵食、1人被餵，抽牌決定食物與餐具，餵食者手戴低周波儀器，在電流的干擾下，將食物送進隊友嘴裡，三戰兩勝，最快完成的隊伍獲勝。                                             | 6、8、9                      |
| 跳躍吧水花     | 每隊派出4人，跳繩限時接力傳水，最終水量最多的隊伍獲勝。 | 4                            |
| 迅猛追擊       | 每隊派出2人，用寶寶爬行方式限時脫掉敵隊腳上襪子，三戰兩勝，腳上襪子加總最多的隊伍獲勝。                                                                                                 | 5、9                         |
| 人體冰壺       | 每人有3次機會，在充滿肥皂水的跑道上，滑行至得分區（同心圓外至內有10分、20分、30分、50分）取最高分，總分最高的隊伍獲勝。                                                                 | 5、10、12                    |
| 人體Strike！   | 每隊派出3人，在充滿肥皂水的跑道上，衝向擊倒保齡球瓶，各3回合，擊倒最多球瓶的隊伍獲勝。                                                                                                  | 9                            |
| 腳腳相傳       | 原名「保護泉水」，每隊派出5人，躺著用腳抬水盆限時接力傳水倒入水杯，各2回合，總水量最多的隊伍獲勝。                                                                                      | 5、6                         |
| 矇眼捕獵物     | 1隊派出1「獵人」，另1隊派出4「獵物」，獵人需矇眼打擊獵物，獵物則穿上「尖叫雞鞋」移動，各3回合，最快將獵物捕捉完成的隊伍獲勝。                                                           | 6                            |
| 荒唐接力賽     | 原名「絲襪套頭接力賽」，每隊派出4人，套上絲襪接力完成3項任務，敵隊從後方拉絲襪干擾，各3回合，最快完成的隊伍獲勝。                                                                       | 6                            |
| 荒唐接力賽     | 每隊派出3人接力完成3項任務，三戰兩勝，最快完成的隊伍獲勝。 | 7、8、10、12                 |
| 水上羅馬競技場 | 每隊派出1人，站上浮板，限時用道具互相對決，先落水者淘汰，五戰三勝，勝場最多的隊伍獲勝。                                                                                                 | 7、11、13                    |
| 終極密碼       | 每隊派出3人，由主持人從1—99選定數字，喊中數字者出局並用粉撲砸臉懲罰，共5回合，勝場最多的隊伍獲勝。                                                                                      | 8                            |
| 臥冰求鯉       | 每隊派出2人，1人在冰塊水池用腳趾撈麻将，1人吃下3種不同牌上筒子（餅子）對應的食物，三戰兩勝，先吃完的隊伍獲勝。                                                                          | 10                           |
| 進擊的毛毛蟲   | 每隊派出3人，穿上睡袋靠身體蠕動前進，將自己隊色的乒乓球在滿是粉末的容器中全部吹出，五戰三勝，最快完成的隊伍獲勝。                                                                       | 10、12                       |
| 濕速挑戰賽     | 每隊派出4人，兩兩接力，身體各部位戴上海綿，跑過水池吸滿水到終點，不用手限時互相擠水進盆，三戰兩勝，水位最高的隊伍獲勝。                                                                 | 11                           |

## 外部連結
- 全村的希望—東森綜合台
- 全村的希望的Facebook專頁
- YouTube上的全村的希望頻道